# Case IH
Case IH ist eine Traktorenmarke, die zu CNH Industrial gehört. Der Name leitet sich aus den beiden Vorgängerfirmen Case Corporation und International Harvester her.

## Geschichte
Case IH entstand, nachdem die Case Corporation 1984 die Landmaschinensparte von International Harvester übernommen hatte. 1985 genehmigte das Justizministerium der Vereinigten Staaten die Übernahme. Seitdem werden die Landmaschinen der Case Corporation unter dem Markennamen Case IH vermarktet, während Case bzw. Case CE (= Construction Equipment) für Baumaschinen steht.
1995 wurde mit der Concord Inc. ein Hersteller von Direktsaat-Maschinen übernommen und 1996 mit Austoft Holdings Limited ein Hersteller von Maschinen zur Ernte von Zuckerrohr. Im selben Jahr übernahm Case IH von Steyr Daimler Puch (mit der Marke Steyr) die Traktorenproduktion.
1997 übernahm Case die Fortschritt Landmaschinen GmbH (den ehemaligen VEB Kombinat Fortschritt Landmaschinen bis 1990).
1999 wurde die Case Corporation mit New Holland zu CNH Global verschmolzen.
Für den europäischen Markt werden die Case-IH-Traktoren vor allem im Stammwerk von Steyr in St. Valentin (Österreich) gefertigt; frühere Produktionsstandorte bestanden in Neuss (bis 1997) und Doncaster (Großbritannien, bis 2001). Der Standort in Doncaster wurde mitsamt der Marke McCormick und der Case-Schlepperbaureihen C, CX und MXc an Landini verkauft.
Durch die Fusion mit dem Traktorenhersteller New Holland im Jahre 1999 entstand CNH; Case IH blieb als eigenständige Marke bestehen. Entsprechend den Forderungen der Kartellbehörde musste Case mehrere Markennamen abgeben, darunter auch McCormick.

## Modelle von Case IH in Deutschland

### Aktuelle Traktorenbaureihen
| Baureihe                         | Nennleistung in PS | Bauzeit | Bild                       |
| -------------------------------- | ------------------ | ------- | -------------------------- |
| Case IH Steiger/Quadtrac 475–715 | 475-715            | 2023–   | Case IH Quadtrac 715       |
| Case IH Magnum 250–500           | 340-400            | 2019–   | Case IH Magnum 340         |
| Case IH Optum 270–340            | 271–340            | 2023–   | Case IH Optum 340 CVXDrive |
| Case IH Puma 140–260             | 140–260            | 2020–   | Case IH Puma 260           |
| Case IH Maxxum 115-150           | 116-145            | 2016–   | Case IH Maxxum 115         |
| Case IH Vestrum 100-130          | 100-130            | 2018-   | Case IH Vestrum 130        |
| Case IH Farmall 55-120           | 55-120             | 2011–   | Case IH Farmall 85c        |
| Case IH Quantum V/N/F/CL 75-120  | 75-120             | 2023–   |                            |

### Aktuelle Mähdrescherbaureihen
| Baureihe                     | Nennleistung in PS | Bauzeit | Bild                    |
| ---------------------------- | ------------------ | ------- | ----------------------- |
| Case IH Axial-Flow 5150-7150 | 400-460            | 2020-   |                         |
| Case IH Axial-Flow 6160–7160 | 400-460            | 2024–   | Case IH Axial-Flow 7160 |
| Case IH Axial-Flow 7250–9250 | 498-634            | 2019–   |                         |
| Case IH AF-AF11              | 635-775            | 2025-   |                         |

### Aktuelle Teleskoplader
| Baureihe         | Nennleistung in PS | Bauzeit | Bild |  |
| ---------------- | ------------------ | ------- | ---- |  |
| Case IH Farmlift | 133–146            | 2024–   |      |  |

### Aktuelle Ballenpressen
| Baureihe           | Typ                       | Bauzeit | Bild |
| ------------------ | ------------------------- | ------- | ---- |
| Case IH RB 344     | Festkammerpresse          |         |      |
| Case IH RB 544     | Festkammerpresse          | 2013–   |      |
| Case IH RB 545     | Festkammerpresse          | 2017–   |      |
| Case IH RB 455/465 | variable Rundballenpresse | 2014–   |      |
| Case IH LB 4       | Quaderballenpresse        | 2013–   |      |